# 大華璵
渤海成王（？—794年），名大華璵，是渤海國第五代君主，大钦茂之孙，大宏临之子，在位期間793年至794年，年號為中兴。
他是大欽茂的嫡孫，大兴五十七年（唐德宗贞元九年、793年），因參與了渤海國國人殺害了殘暴的親戚大元義而被推戴為渤海國國王，同時改元中興。可惜又在準備重返渤海國上京龙泉府（今黑龙江宁安县东京城）期間，在794年冬因病過世，在位時間不足半年。死後，渤海國國人諡之為成王。此后，渤海诸王一直定都上京。

## 家族列表

### 祖父
- 大钦茂

### 父親
- 大宏临

### 叔叔
- 大貞斡
- 大英俊
- 大嵩璘

## 《桓檀古记》
《桓檀古记》称大華璵的名字是大華興，被尊为仁宗成皇帝。